# Balani
Balani (en georgiano: ბალანი; en abjasio: Балан, romanizado: Balan) es una aldea que pertenece a la parcialmente reconocida República de Abjasia, dentro del distrito de Ochamchire, aunque de iure es parte del municipio de Ochamchire de la República Autónoma de Abjasia de Georgia.

## Geografía
Balani se encuentra a 1 km del mar Negro y a 28 km de Ochamchire. Las aldea se administra desde el pueblo de Adziubzha.  

## Infraestructura

### Transporte
Balani está al sur de la línea ferroviaria Ochamchire-Sujumi.  